# Otorrinolaringologia

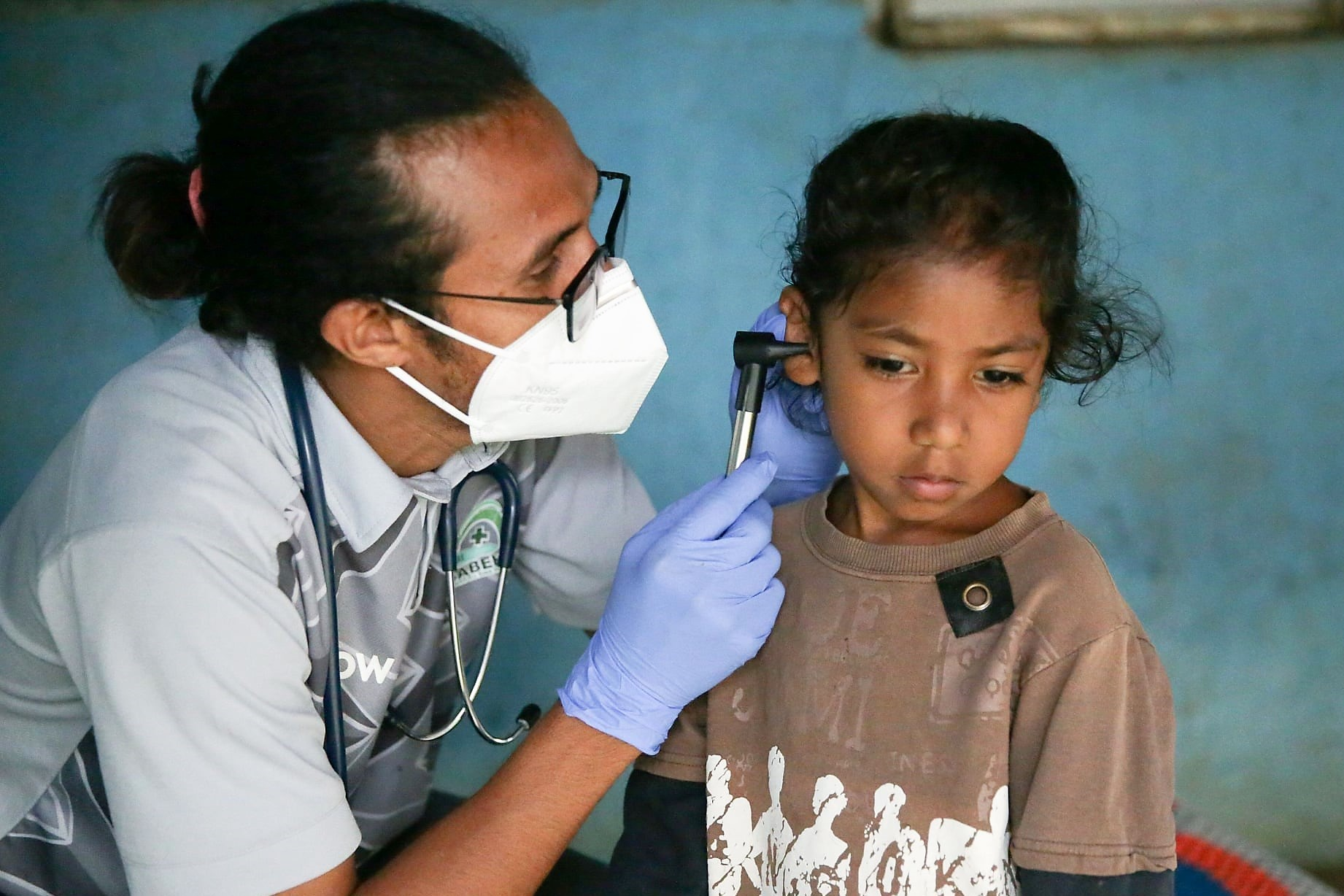
Otorrino(laringologista) examinando um ouvido da criança.

A otorrinolaringologia (ORL) é uma especialidade médica com características clínicas e cirúrgicas. Seu campo de atuação envolve as doenças do ouvido, do nariz e seios paranasais, faringe, laringe, cabeça, pescoço, boca e esôfago. O especialista nesta área chama-se otorrinolaringologista, ou simplesmente, por apócope, otorrino.

## Ligações externas

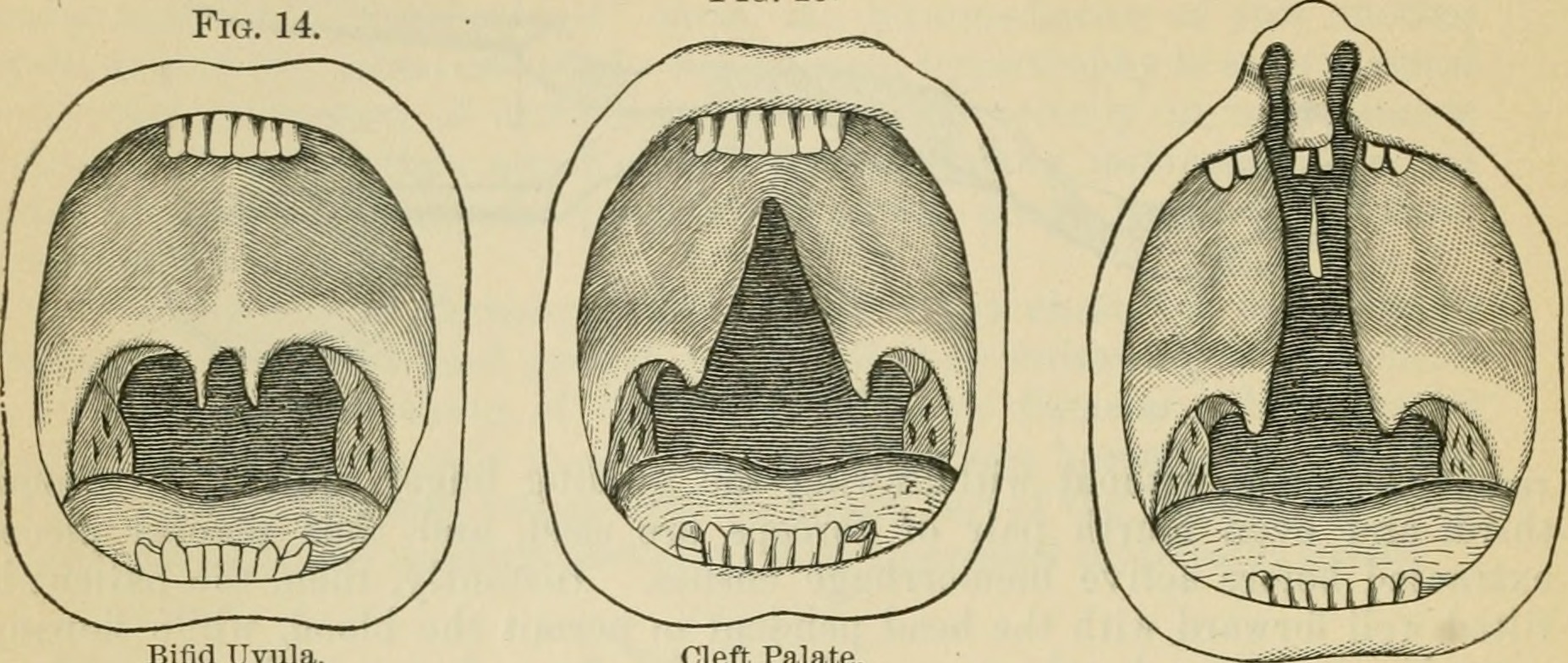
Imagem retractante um tratado pediátrico essencialmente otorrinolaringologista sobre algumas doenças bucais.